# Petites Mains (film)
Pour les articles homonymes, voir Petites Mains.
Pour plus de détails, voir Fiche technique et Distribution.
Petites Mains est une comédie française réalisée par Nessim Chikhaoui et sortie en 2024.

## Fiche technique
Sauf indication contraire, les informations mentionnées dans cette section peuvent être confirmées par les bases de données cinématographiques IMDb et Allociné,  présentes dans la section « Liens externes ».
- Titre original : Petites Mains
- Réalisation : Nessim Chikhaoui
- Scénario : Nessim Chikhaoui et Hélène Fillières
- Musique : Demusmaker
- Décors :
- Costumes : Carole Gérard
- Photographie :
- Son :
- Montage : Sarah Ternat
- Production : Matthieu Tarot et Alice Labadie
- Sociétés de production : Le Pacte, Albertine Productions
- Société de distribution : Le Pacte
- Budget :4 millions d’euros
- Pays de production :  France
- Langue originale : français
- Format : couleur — 2,35:1
- Genre : comédie
- Durée : 87 minutes
- Dates de sortie :
  - France : 1er mai 2024

## Distribution
Sauf indication contraire, les informations mentionnées dans cette section peuvent être confirmées par la base de données cinématographiques Allociné,  présente dans la section « Liens externes ».
- Lucie Charles-Alfred : Eva
- Corinne Masiero : Simone
- Marie-Sohna Condé : Safiatou
- Salimata Kamaté : Violette
- Maïmouna Gueye : Aissata
- Mariama Gueye : Agnès Simon
- Kool Shen : Thierry Bonneau
- Abdallah Charki : Ali
- Fatima Adoum : Fatima
- Marion Canneval : Ludivine
- Serge Postigo : le professeur de claquettes

## Accueil
En France, le site Allociné propose une moyenne de 2,8⁄5, d'après l'interprétation de 13 critiques de presse.

## Box office
Le film sort  le 1er mai  2024, il réalise 17 881 entrées pour sa première journée. 59 549 spectateurs se déplacent  la 1ere semaine d'exploitations (313 copies), le film se classe en sixième position des sorties de la semaine .
Malgré 56 copies supplémentaires, la fréquentation chute de 62% en deuxième semaine ; seules 22 048 entrées sont comptabilisées. Le film se classe en dernière position du classement hebdomadaire.